# سیارک ۲۰۳۰۴
سیارک ۲۰۳۰۴ (به انگلیسی: 20304 Wolfson، نامگذاری:1998FA102) بیست هزار و سیصد و چهارمین سیارک کشف شده‌است که در ۳۱ مارس ۱۹۹۸ کشف شد.
قدر مطلق سیارک برابر ۱۰.۷ است.